# Steffen Gerstenberger
Steffen Gerstenberger (* 27. August 1966) ist ein ehemaliger deutscher Fußballspieler. In der höchsten Spielklasse des DDR-Fußballs, der Oberliga, spielte er für die SG Dynamo Dresden. Er repräsentierte den DFV in Auswahlmannschaften im Junioren- und Nachwuchsbereich.

## Sportliche Laufbahn

### Gemeinschafts-, Club- und Vereinsstationen
Mit elf Jahren begann Steffen Gerstenberger bei Dynamo Dresden seine Laufbahn als Fußballspieler. Als zur Saison 1983/84 die wieder aufgelegte Juniorenoberliga an den Start ging, gehörte der 17-jährige Gerstenberger zum Aufgebot der SGD. In der Spielzeit 1984/85 gewann er mit den Dresdner Junioren sowohl die DDR-Meisterschaft als auch den Junge Welt-Pokal, wobei er im Finale nicht zum Einsatz kam.
Als die 2. Mannschaft von Dynamo Dresden 1985/86 zum zweiten Mal nach der Wiederzulassung von Reservevertretungen in der zweitklassigen DDR-Liga antrat, stand der 1,77 Meter große Gerstenberger im Mannschaftsaufgebot. Er spielte sich sofort in die Stammelf und bestritt 28 der 34 Punktspiele. Obwohl er für die Saison 1986/87 erneut für die 2. Mannschaft gemeldet wurde, kam Gerstenberger in dieser Spielzeit zu seinen ersten acht Oberligaspielen. Dabei stand er fünfmal als Abwehrspieler in der Startelf. Sein Debüt in der ostdeutschen Elitespielklasse feierte er am 6. Spieltag in einem Heimspiel der Dynamos gegen den FC Vorwärts Frankfurt/Oder. Beim 2:0-Erfolg gegen die Armeefußballer am 27. September 1986 wurde Gerstenberger acht Minuten vor Spielende für Matthias Schulz eingewechselt.
Zur Saison 1987/88 berief Dynamo-Trainer Eduard Geyer den Maschinen- und Anlagenmonteur als Verteidiger offiziell in das Oberligateam, setzte ihn im Laufe der Spielzeit aber nur in zehn Punktspielen ein, nur dreimal von Beginn an. Außerdem bestritt Gerstenberger die beiden Erstrundenspiele im UEFA-Pokal 1987/88 gegen Spartak Moskau (0:3, 1:0). Es verblieb ihm ein Stammplatz in der 2. Mannschaft mit 19 Einsätzen bei 22 Punktspielen. Auch 1988/89 wurde Gerstenberger wieder für die Oberligamannschaft nominiert, kam aber in den Punktspielen nicht zum Einsatz. Stattdessen spielte er wieder überwiegend in der Zweitligamannschaft Dynamo Dresden II, konnte dort aber auch nur 15 der 34 ausgetragenen Punktspiele absolvieren.
Zur Zweitligasaison 1989/90 wurde Dynamo Dresden II aufgelöst und der Spielerstamm um Steffen Gerstenberger zum bisherigen Drittligisten TSG Meißen transferiert, der den Ligaplatz der Dresdner übernahm. Dort konnte sich Gerstenberger wieder zum Stammspieler profilieren, denn von den 34 Punktspielen konnte er diesmal 29 Begegnungen bestreiten. Mit 27 Punktspieleinsätzen hielt Gerstenberger sein Niveau auch in der Spielzeit 1990/91. Da ab Sommer 1991 die bisherigen Ligen des DDR-Fußballs in das Ligensystem des Deutschen Fußball-Bundes integriert wurden, trat die TSG Meißen nun in der drittklassigen NOFV-Amateur-Oberliga an. In der Spielzeit 1992/93 kam Gerstenberger in dieser Spielklasse in 13 Partien zum Einsatz, nachdem er 1992/92 für den wieder gegründeten Dresdner SC in der Sachsenliga gekickt hatte.

### Auswahleinsätze
Ende 1983 sammelte das Dynamo-Talent in der ostdeutschen Jugendauswahl internationale Erfahrung. Zu seinen sieben Einsätzen in diesem Team des DFV zählten auch zwei Qualifikationsspiele für die U-16-EM 1984, die von der DDR-Vertretung jedoch nicht erreicht wurde.
Im Sommer 1984 wurde er auch in den Kader der DDR-Juniorennationalmannschaft aufgenommen und bestritt am 20. Juli 1984 gegen die Sowjetunion (0:2) sein erstes Länderspiel in dieser Auswahl im Rahmen der Jugendwettkämpfen der Freundschaft in Ungarn. Das Talent von Dynamo Dresden wurde in der Regel als rechter Verteidiger oder Mittelfeldspieler in der ostdeutschen U-18 in insgesamt 13 Partien in der Saison 1984/85 eingesetzt, bevor er dem Juniorenalter entwachsen war und nicht mehr an Qualifikation für die EM 1986 weiter teilnehmen konnte.
1986 und 1987 gehörte er zum Aufgebot der DDR-Nachwuchsnationalmannschaft, für die er neun Begegnungen absolvierte. In der Qualifikation zur U-21-EM 1988, in der die DDR-Auswahl in Gruppe 3 den Sprung ins Viertelfinale verpasste, wurde er in diesen beiden Jahren von den DFV-Auswahltrainern nicht berücksichtigt.